# حجران
حجران هي قرية في مقاطعة بيرانشهر، إيران. يقدر عدد سكانها بـ 285 نسمة بحسب إحصاء 2016.